# Prabin Tuladhar
Prabin Tuladhar – nepalski bokser, olimpijczyk, uczestnik LIO 1984.
Podczas igrzysk w Los Angeles startował w wadze muszej. W pierwszej rundzie jego przeciwnikiem był Peter Ayesu z Malawi. Tuladhar przegrał na punkty (0–5), i tym samym zakończył swój udział w igrzyskach, zajmując 17. miejsce.